# Cuba på cykel / Cuba en bicicleta
Cuba på cykel / Cuba en bicicleta er en dansk dokumentarfilm fra 1995 med instruktion og manuskript af Stig Hartkopf.

## Handling
Et ærligt portræt af et samfund der normalt ikke er tilgængeligt i særlig stor udstrækning for udlændinge. Stig Hartkopf cyklede tværs over Cuba på en gammel kinesisk cykel med et Hi8-kamera. Han optog hvad han så af komiske turister, cubanske familier i byen og på landet og spurgte menneskene på sin vej om deres drømme og håb.